# 赫爾曼四世 (黑森-羅滕堡)
赫爾曼四世（德語：Hermann IV.，1607年8月15日—1658年3月25日），黑森-羅滕堡伯爵，黑森-卡塞爾伯爵莫里茲的第五子。
1633年，赫爾曼與瓦爾代克伯爵克里斯蒂安的女兒索菲·朱麗安（Sofie Juliane）結婚，兩人沒有子女。
1642年，赫爾曼與安哈特-德紹親王約翰·格奧爾格一世的女兒庫妮根德·朱麗安結婚，兩人沒有子女。
1658年，赫爾曼於羅滕堡去世，領地由弟弟恩斯特繼承。